# Блюэр, Ганс
Ганс Блю́эр (нем. Hans Blüher; 17 февраля 1888, Фрайбург, Пруссия — 4 февраля 1955, Западный Берлин) — немецкий философ, писатель, теоретик молодёжного движения и исследователь психологии мужских групп.
Как один из первых участников и «первый историк» молодёжного движения «Вандерфогель», в ранние годы Блюэр получил широкое признание, но и скандальную известность. Проанализировал гомосексуальный аспект этого чисто мужского движения, развив из своих наблюдений теорию о роли «эротизма в мужских союзах».
В переходный период от Германской империи к Веймарской республике Блюэр, который до этого придерживался атеистических и социалистических взглядов, стал расистом, антисемитом, антифеминистстом и монархистом. Считается представителем консервативной революции. В 1934 году после расправы над Эрнстом Рёмом отвернулся от национал-социализма. В 1937 году в секретном докладе СС Генрих Гиммлер указал на опасность идей Блюэра. Его перестали публиковать, однако не преследовали. Изданные после войны, его работы во многом потеряли свою актуальность и сегодня рассматриваются лишь в историческом контексте.
С 1924 года Блюэр жил в Берлин-Хермсдорфе, занимался писательской деятельностью и был практикующим психологом. Был женат на враче, имел двух детей. Здесь он работал после своего отхода от общественной жизни в эпоху нацизма, а в 1949 году опубликовал свой главный философский труд «Ось природы» (нем. Die Achse der Natur).

## Биография

### Ранние годы
Родился 17 февраля 1888 года во Фрайбурге в Силезии в семье фармацевта Германа Блюэра и его жены Хелены. В 1896 году семья переехала в Галле, а в 1898 году в Штеглиц, где десятилетнего мальчика определили в местную гимназию. В мемуарах Блюэр отнёс свою школу к числу гимназий, которым он приписал выдающуюся роль в немецкой культурной жизни. Нигде больше в Германии не было такой плодотворной почвы для спора между гуманистической концепцией образования и романтическим контрдвижением; только здесь могло возникнуть такое молодёжное движение, как «Вандерфогель». 
В 1902 году Ганс Блюэр был принят в «Вандерфогель» 33-м членом. Это была торжественная церемония, которую Карл Фишер проводил в честь каждого из новоприбывших «лис». После просвещения о целях и идеях движения кандидат приносил клятву на верность обер-ваганту Фишеру, а также его вагантам и мальчикам. Если он обещал это в присутствии как минимум двух свидетелей, подтвердивших данное обещание, Фишер записывал его имя в школярскую книгу. Вместе с Вальтером Беньямином, Фрицем Клаттом, Гансом Кольвицем, Альфредом Куреллой и Александром Рюстовым Блюэр принадлежал к так называемому Вестэндскому кругу, объединившему левое крыло «Вандерфогеля». В этом сообществе он видел движение протеста против «ветхих идеалов» «старого поколения», которому приходилось энергично сопротивляться посредством собственных взглядов и опыта. 
Блюэр занимал резко негативную позицию по отношению ко всем педагогическим тенденциям, направленным на создание комфортных условий во время похода. По его мнению, требования заранее подыскать место для ночлега с учётом более молодых участников, лишь демонстрировали «непонимание того огромного опыта ужаса, который лес и ночь создают в сознании даже пожилых людей». Блюэр также не придавал большого значения рекомендациям прервать поход в случае непрекращающегося дождя, чтобы не испортить одежду и настроение: «Все это на самом деле рекомендуется для слабых умов, которым приходится с самого начала признать, что у них нет сил умерить суровость погоды буйством своей молодости, и всякий, кто знает старые странствования „Вандерфогеля“ и не является дегенератом, знает и незабываемое великолепие таких отчаянных маршей в дождливую погоду». 
Даже на шестом десятке лет Блюэр с восторгом вспоминал те места в Бранденбурге, где члены «Вандерфогеля» из Штеглица в выходные дни искали и находили приключения на природе. Этот неприметный по сравнению с южной Германией пейзаж хотел быть открыт «со всем пылом и податливостью наших сердец: этот пейзаж нужно было покорить, его божественное слово должно было прийти к нам, иначе мы, молодежь, погибли бы от нечистого дыхания культуры наших отцов. […] Нутеталь, где зажглись первые огни молодежного движения, пропитала нас той исторической силой, которая существовала в ней веками, и взяла нас к себе. Мы спустились с его холмов и твердо стояли на ногах». 
Ганс Блюэр стал одним из самых преданных последователей Фишера, который в свою очередь также оказывал ему свою поддержку. Из летнего путешествия на Рейн в 1903 году руководитель похода Зигфрид Копалле из-за непослушания отправил Блюэра домой, что не встретило одобрения со стороны Фишера. Впоследствии он не раз выступал в защиту Блюэра. 
Ещё одно неизгладимое впечатление на Ганса Блюэра произвёл богатый владелец поместья Вильгельм (Вилли) Янсен, которого он, уже будучи руководителем похода, встретил со своей группой в 1905 году во время летнего путешествия от Рёна до Боденского озера и уговорил принять участие в «Вандерфогеле». Он писал о влиянии Янсена:

Янсен очаровывает молодёжь своей личностью, в мгновение ока он открыл западногерманские школы для «Вандерфогеля», и молодые люди липнут к нему, как репей. Конечно, это было не что иное, как тогда с Фишером: любовь к герою. Но здесь, несомненно, в усиленном виде. […] Хотите верьте, хотите нет, но я читал это во многих письмах и сам слышал от многих молодых людей; здесь проявлялся настоящий эротизм.
Как и Карл Фишер до него, Вильгельм Янсен стал идеализированным молодёжным лидером, который завоевал свой авторитет благодаря харизме и таланту, а не посредством параграфов или власти, в чём упрекали учителей. Элемент добровольности придавал модели молодежного лидера неожиданную динамику, которую чаще всего описывали не только как романтически восторженную, но и как волнующе-зловещую. Самовоспитание молодых людей также позволило оторваться от традиций поколения родителей, которые они воспринимали как устаревшие, и попробовать свои собственные пути взросления. Для Блюэра Янсен стал личностью, определившей стиль молодежного движения:

Янсен был одним из первых, кто хотел использовать древнюю гимнастику вместо варварской и зачастую безвкусной немецкой гимнастики, потому что эта наиболее естественная форма физической культуры была устранена только христианской культурой, и гимнастика стала её весьма несовершенной заменой. Первая немецкая палестра в Шарлоттенбурге под Берлином была построена Янсеном, в его имении стояли первые солнечные и воздушные ванны, а его капитал работал везде, где нужно было преодолеть ханжество и скрытность и возродить благородную открытость наготы. Движение физической культуры, которое сегодня развивается все дальше и отчетливее, обязано Янсену некоторыми своими первыми успехами.
В 1907 году Блюэр окончил гимназию. В 1909 году он покинул движение «Вандерфогель», сохранив с ним связи даже после его раскола.
С 1907 года Блюэр в течение 16 семестров изучал классическую филологию, философию, германистику, биологию и теологию сначала в Базеле, а затем в Берлине. Обучение в университете он вспоминал как деловые отношения между покупателем и продавцом. Современные университеты — это «не что иное, как […] настоящие интеллектуальные универмаги, где соответственно можно купить хорошие товары за хорошие деньги»; кроме того, у них нет никакого авторитета, в чём они должны честно признаться. То, что он забросил свою докторскую диссертацию о Шопенгауэре, Блюэр прокомментировал следующим образом:

Едва приступив к кропотливой работе, я понял, насколько она никому не нужна. Оказалось, что я не способен выполнять такую работу, которую мог бы выполнить другой человек. Тем яснее мне стало, что мне позволено делать только то, с чем могу справиться только я один. И это осталось до сих пор.

### Историк движения «Вандерфогель»
В 1912 году Ганс Блюэр опубликовал первую крупную работу об истории молодёжного движения «Вандерфогель». 24-летнему студенту не только удалось вовлечь родителей, учителей и молодёжь в жаркие дебаты о гомоэротических основах этого движения, но он также заложил основу для самооценки движения как «романтической революции» буржуазных ценностей. «Вандерфогель» — это прежде всего «борьба двух поколений друг против друга», борьба молодёжи против «внутренне опустошённой» вильгельмовской культуры отцов. В рекламном анонсе первых двух частей своей истории молодёжного движения Блюэр писал:

Нет более глубокого подозрения по отношению ко всему предыдущему воспитанию, чем когда целое поколение молодых людей восстаёт против культуры своих отцов. Немецкое движение «Вандерфогель» по своей природе является молодёжным восстанием, возмущением против душеобразующего содержания школьного образования. Его десятилетняя история — это тяжеловесный опыт лучшей и в то же время самой подавленной части немецкой молодежи. – Показать это и было моей задачей, когда я писал эту историю.
История «Вандерфогеля» Блюэра была встречена единодушно положительно, почти с эйфорией. Марбургский студент философии и теологии Отто Пайпер (род. 1891) из группы «Юнг-Вандерфогель» высказался за многих, отметив в журнале движения за 1912 год, что Блюэру «прекрасно» удалось «разгадать силы», которыми было вызвано движение. «Вандерфогель» на самом деле «рождено целиком из самой молодежи […], это настоящая революция молодых против старых, молодёжи против патернализма всех видов». Подобную точку зрения до сих пор столь ясно выражали лишь немногие представители движения.
Изображение Блюэром романтической молодёжи, которая в поисках себя и по внутренней необходимости восстала против буржуазных ценностей, родителей, школы и ура-патриотизма, на удивление приветствовалось и значительной частью старшего поколения. Просветитель-реформатор Людвиг Гурлитт, например, отметил работу Блюэра в «Литературном эхе» «как книжку», раскрывшую «истинную причину зарождения и развития Вандерфогеля» и ставшую «обвинением педагогам», которые, «не понимая молодой природы и её естественных потребностей, способствовали такой реакции». Энтузиазм можно было услышать и в национально-этнических кругах. Эрнст Кайль, федеральный директор националистической австрийской организации «Вандерфогель», согласился с Блюэром в том, что в Германской империи возникло «действительно […] большое, отчасти революционное молодёжное движение»:

Первая часть написана увлекательно и ярко, она должна особенно зажечь легко воспламеняющиеся юношеские сердца. Многие бурные, смелые и революционные поступки объясняются неприкрытой ненавистью к ошибочному во многих отношениях воспитанию молодежи.
Среди тех, кто высоко оценил талант Блюэра как писателя, был и Зигмунд Фрейд. 10 июля 1912 года он писал Блюэру: «Без сомнения, вы сильный ум, превосходный наблюдатель и парень с отвагой и без особой застенчивости. То, что я прочитал у вас, гораздо умнее, чем большая часть гомосексуальной литературы, и правильнее, чем большая часть медицинской […]. Между прочим, я рад слышать, что вы сами не причисляете себя к инвертированным, так как я видел от них мало хорошего». Блюэр отправил Фрейду рукопись третьего тома исследования о «Вандерфогеле». И Фрейд даже хотел помочь Блюэру найти издателя. Блюэр видел в этом подтверждение своих достижений как автора со стороны Фрейда, и, как он писал одному близкому другу, чувствовал, что это признание позволяет ему запастись терпением в споре с критиками его тезисов о «Вандерфогеле».

### Гомоэротические мужские союзы
В 1917 году Блюэр опубликовал свой двухтомный труд «Роль эротизма в мужском обществе». Исходя из универсальной значимости механизма вытеснения, он пришёл к выводу, что однополые импульсы формируют общество в гораздо большей степени, чем это могло бы даже показаться возможным с точки зрения восприятия, которое отрицает и вытесняет сексуальность. Путаница между андрогинностью и бисексуальностью ведёт в совершенно неправильном направлении: сексуальная ориентация не зависит от степени мужественности или женственности мужчины. Однако это врождённая ориентация и, следовательно, судьба. Блюэр назвал эту ориентацию «инверсией», чтобы подчеркнуть, что она была естественным творением первого порядка, в то время как «термин гомосексуальность, изобретённый психиатрами или взятый из воздуха», её просто классифицирует и патологизирует. С этой точки зрения, «так называемый гомосексуал не является изолированной частью человечества, скорее он представляет собой особый случай гораздо более высокого мужского рода, который я назвал инверсивным типом» или по аналогии с «женским героем» «мужским героем».
Эта склонность к собственному полу является — даже без вытеснения, а с ним тем более — не симметричным отражением склонности к другому полу, и вытекающая из неё динамика принципиально отличается от этой:

Тогда как природа освободила любовь мужчины к женщине и позволила ей протекать открыто, за исключением обычных запретов стыда, она сковала любовь мужчины к мужчине […]; Эрос между мужчинами постоянно связывает себя с духовными благами и имеет героический образ жизни. Эрос между мужчиной и женщиной является идиллическим. Тогда как социологической линией любви между мужчиной и женщиной является семья, соответствующая линия любви между мужчиной и мужчиной называется «мужским обществом». Оно используется природой через мужские союзы для основания государства. Поэтому не может быть и речи о том, что семья является «ячейкой государства».
Тот факт, что человек является существом, образующим государство, обусловлен не экономическими причинами, а скорее самой природой, которая создала его для этой цели.

Природе удалось – с телеологической точки зрения – в случае с человеком прочно социализировать вид, не подвергая большую часть особей вида к принудительным истощениям. У человека нет так называемого третьего пола. Единственным известным трём видам животных, образующим реальные государства помимо человека, приходится терпеть между собой увечный тип, который даже осуществляет господство, и поэтому они не удосуживаются использовать государство как средство для духа. Государство приобретает абсолютную ценность. Только человек способен совершить большой скачок, потому что его социальность не навязана формациями, которые нарушают полное развитие личной силы, этической души. Природа создала два типа мужчин — один влюбляется в женщин, другой влюбляется в мужчин, инверсный тип. Как выражается это разложение, будь то в свободно возникающей сексуальности или в вытесненной и трансформированной сексуальности, — это второй вопрос, который может решить только аналитическая психология по методу профессора Зигмунда Фрейда. В то время как тип мужчины, влюбляющегося в женщин, призван формировать семью, задача инверсивного типа – формировать мужское общество. Между семьей и мужским обществом существует непрерывный ритм, который ощущается во всем человечестве, и эти два полюса, созданные сексуальностью, представляют собой конечную узнаваемую структуру процесса человеческой социализации.
В «Роли эротизма...» и в написанной незадолго до его смерти «Речи Аристофана», в которой Блюэр признается, что ни на йоту не изменил прежних убеждений, для объяснения своих тезисов он использует широкий набор примеров из истории, литературы и современной истории. В первую очередь это классическая античность, затем племенные культуры, норманны, разбойничьи банды, рыцарские ордена, тамплиеры, масоны, студенческие объединения, а также СА и СС. Последние как крайние подтверждения связи: внутреннее давление вытеснения = внешнее давление преследования. Это примеры того, как под давлением жесточайшего вытеснения и Эрос, и дух могут превратиться в свою противоположность.
Понятие Эроса является для Блюэра центральным. Эрос – это «руководящая форма», которую принимает в человеке сексуальность. Следствием является безусловное «утверждение человека, независимо от его ценности… не потому, что он этого «хочет», а потому, что он должен этого хотеть». Эту автономную власть, воздействующую на людей, как судьба, Блюэр противопоставляет духу, создающему надличностные ценности. Это напряжение приобретает особую, зачастую трагическую динамику в отношениях между мужчинами, что глубоко связано с природой мужчины. Ибо дух — это вершина мужественности, точно так же, как эрос — вершина женственности:

От женщин не исходят никакие культурные ценности высшего оправдания, а дух есть — именно в конечном, продуктивном плане, а не в отраженном — вторичный мужской половой признак. Высшее, чего может достичь женщина, — это любовь, и это акт самого совершенного рыцарства по отношению к ней, если, где бы она ни любила, на неё смотрят как на священную и находящуюся в состоянии её высшего и единственного достоинства».
Блюэр различал три типа гомосексуальности: во-первых, мужественный, который он считал «нормальным» и культурно-творческим и рассматривал в традиции Древней Греции, во-вторых, латентный и, в-третьих, женственный в смысле «третьего пола» Хиршфельда. Последние два он считал патологическими. В 1913 году Блюэр заявил, что они возникли в результате «плохого расового смешения», и назвал их признаком «столичного упадка». Тенденция унижать и расизировать «женоподобных» гомосексуалов как дегенератов усилилась в 1913 году, когда националисты предположили, что он был евреем. Блюэр подчеркивал, что является «настоящим германцем», и старался как можно резче провести линию между героически-мужественными и якобы дегенеративными, слишком женоподобными гомосексуалами: «Амбиции дегенератов» следует «умерить».